# Vitigudino (kommunhuvudort)
Vitigudino är en kommunhuvudort i Spanien.   Den ligger i provinsen Provincia de Salamanca och regionen Kastilien och Leon, i den centrala delen av landet, 240 km väster om huvudstaden Madrid. Vitigudino ligger 770 meter över havet och antalet invånare är 2 961.
Terrängen runt Vitigudino är platt.  Trakten runt Vitigudino är nära nog obefolkad, med mindre än två invånare per kvadratkilometer. Vitigudino är det största samhället i trakten. Trakten runt Vitigudino består i huvudsak av gräsmarker.